# Herzberger Teich
Der Herzberger Teich, auch nur Herzer genannt, ist ein 1561 angelegter Kunstteich in Goslar. Er liegt im Bergtal zwischen den Erhebungen Rammelsberg und Herzberg in der Nähe der Tagesanlagen des ehemaligen Erzbergwerks Rammelsberg. Er wurde als Wasserspeicher gebaut, der mit seinem Wasser die untertägigen Kunsträder antrieb, mit denen das Erzbergwerk entwässert wurde. Heute gehört er zum Weltkulturerbe Bergwerk Rammelsberg, Altstadt von Goslar und Oberharzer Wasserwirtschaft.

## Geographie
Der Herzberger Teich liegt am südlichen Ende Goslars im Bergtal und an der Einmündung zum Wintertal. Hier befindet er sich in unmittelbarer Nachbarschaft zum Erzbergwerk Rammelsberg. Gespeist wird er durch den Wintertalbach, dessen Quelle sich an der Nordflanke der Schalke befindet.
Der Teich hat heute ein Stauvolumen von ca. 94.000 m³. Es wird eine Fläche von 2,14 ha überstaut. Sein Damm ist 11,80 m hoch und 140 m lang. Die heutige Wassertiefe beträgt maximal etwa 5 Meter.

## Geschichte
Nachdem es lange ein Problem war, genügend Aufschlagwasser für die untertägigen Kunsträder zusammenzubekommen, wurde 1561 der Herzberger Teich durch den Rat der Stadt Goslar und den herrschenden Herzog Heinrich dem Jüngeren zu Braunschweig-Wolfenbüttel angelegt. Ziel war es, den Teich als Speicher zu benutzen und so in wasserarmen Zeiten genug Aufschlagwasser zur Verfügung zu haben. Der Wintertalbach führte im Sommer oft zu wenig Wasser oder war im Winter eingefroren/zugeweht, so dass die untertägigen Heinzenkünste nicht funktionierten. Dies führte schon im 14. Jahrhundert zu Stagnationen im Bergbau.
Das Bauwerk hatte nach der Fertigstellung ein Fassungsvermögen von 25.000 m³. 1736 muss ein Umbau oder die Errichtung des Grundablassstollens erfolgt sein, zumindest ist diese Jahreszahl in den Schlussstein des Gewölbes für den Grundablassstollen eingeschlagen.
Im Jahr 1750 wurde unterhalb des Staudammes ein Kehrrad errichtet, das über ein ca. 340 m langes Feldgestänge ab 1752 die Erzförderung am Kanekuhler Schacht 60 Meter über dem Teich auf dem Gaipelplateu ermöglichte.
Da der Wasserspiegel des Teiches zu dieser Zeit aber noch zu tief lag, wurde das Wasser direkt aus dem Wintertalbach auf das Rad beaufschlagt. Das größte Problem dieser Methode war der große Kraftverlust durch das Gestänge sowie die Reparaturanfälligkeit von Rad und Gestänge.

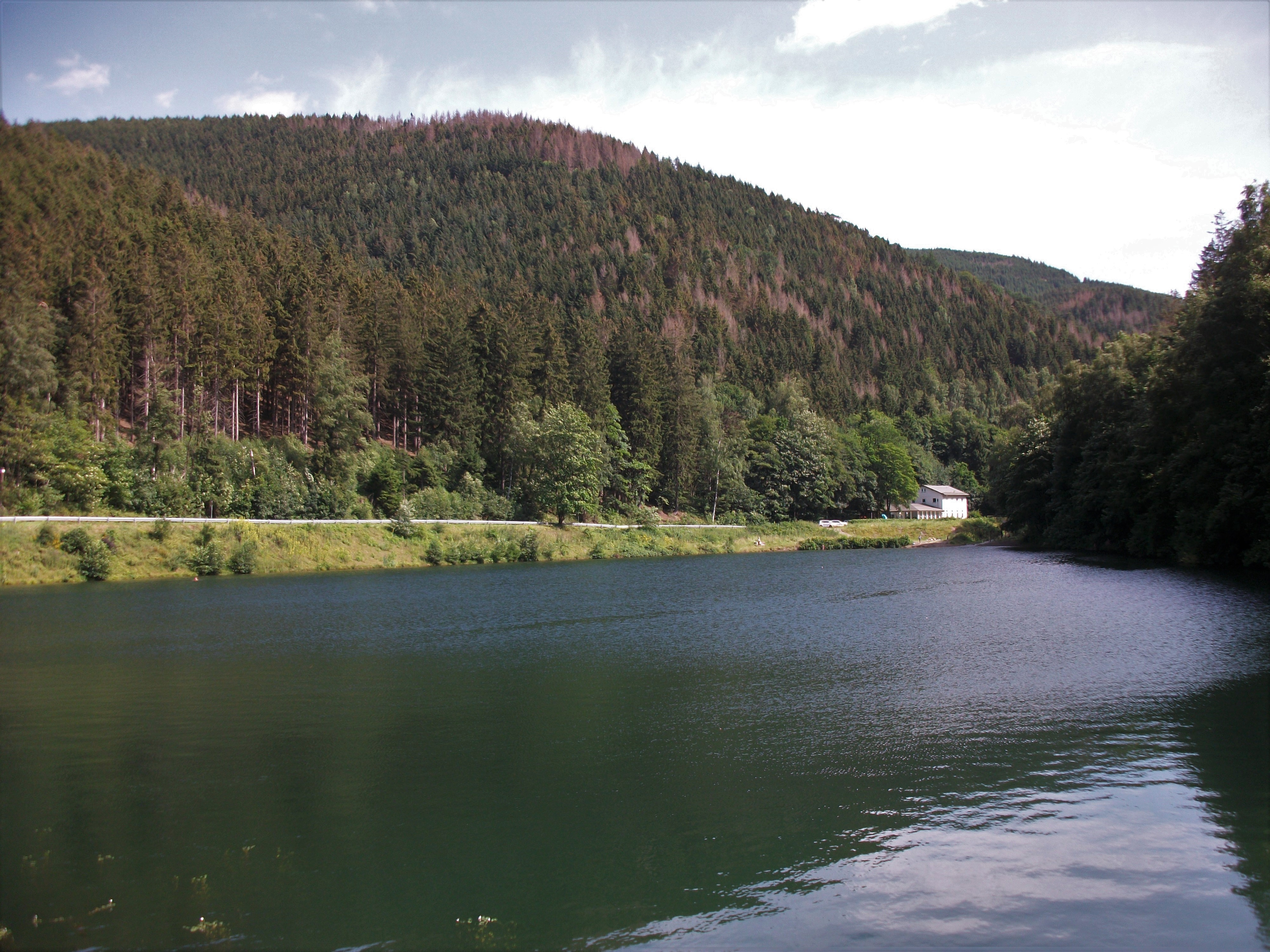
Blick vom Damm in Richtung Süden zur Stauwurzel

Ein weiteres Problem stellte die Witterung dar. Es gab immer wieder Ausfälle der Förderung, da das Wasser aus dem Wintertalbach nicht ausreichte und dem Teich kein Wasser entnommen werden konnte.
1763 kam Johann Christoph Röder als Obergeschworener an den Rammelsberg. Er erkannte die Probleme und leitete an, den Damm des Teiches um 2 Lachter (1,92 m) zu erhöhen, um so das Wasser vom Herzberger Teich direkt auf das übertägige Kehrrad aufschlagen zu können. Die Erhöhung erfolgte 1768 und der Teich fasste nun ein Volumen von knapp 100.000 m³. Die Probleme waren allerdings noch nicht beseitigt. Denn noch immer hatte das übertägige Kehrrad große Probleme durch Kräfteverlust und Witterung. Röder hatte Pläne, das Wasser mit geringem Gefälleverlust dorthin zu leiten, wo es gebraucht wurde, nämlich im Berg. Es dauerte jedoch zwei Jahrzehnte, bis die alteingesessenen Bergbeamten dem jungen und im Unterharz „unerfahrenen“ Röder zuhörten und seine Pläne billigten.
Das Wasser aus dem Teich floss also ab 1805 in das Mundloch des Röder-Stollens und beaufschlagte so vier Räder (2 Kehrräder und zwei Kunsträder), bevor es über den Rathstiefstenstollen wieder aus dem Berg hinaus floss. Bis 1909 hat man so am Rammelsberg das Erz gefördert. Danach wurde die Wasserkraft durch Elektrizität abgelöst.

### 20. Jahrhundert
Schon im Jahr 1904/1905 gab es Pläne, Erzförderung und Wasserhaltung nicht mehr mit Wasserkraft zu bewältigen, sondern mit elektrischem Strom. Das hieß aber nicht, den Teich außer Betrieb zu nehmen, denn  1909 wurden in dem „Turbinenschacht“ auf der Sohle des Rathstiefsten Stollen zwei Gleichstromgeneratoren mit 90 und 30 PS installiert. Die Generatoren wurden durch eine knapp 400 m lange Druckleitung aus dem Herzberger Teich angetrieben.
Die an der Hangseite der Hochwasserentlastungsanlage angebrachte Jahreszahl „1906“ deutet auf eine wesentliche Baumaßnahme, möglicherweise den Neubau des Überlaufes hin. Im Jahr 1907 wurde der Grundablass neu konzipiert und der heute noch bestehende Entnahmeturm errichtet. Dieser ist etwa 14 m hoch und hat einen elliptischen Querschnitt von 2,0 / 2,4 m lichter Weite. Der Turmschacht besteht aus Ziegelmauerwerk und seine Wandstärke beträgt oben 25 cm, unten 77 cm.
In den Jahren 1909 bis 1913 erfolgte eine „gründliche Ausräumung“ des Stauraumes. Das Stauvolumen betrug nun bei Vollstau etwa 97.000 m³. Durch das Einsetzen von Brettern in den Überlauf konnte das Wasser aber noch höher gestaut werden, mit diesem Brettereinsatz (341,78 m+NN) erreichte man ein Stauvolumen 117.000 m³.
1954 erfolgte ein schwerwiegender Umbau. Als Grundablass wurde eine Heberleitung DN 300 aus Stahl eingebaut; einschließlich einer Evakuierungsmöglichkeit am höchsten Punkt sowie eines Windkessels. Der Entnahmeturm wurde dabei weitgehend außer Betrieb gesetzt. Der Grundablass hat heute eine Leistung von ca. 440 l/s. Des Weiteren wurden in den Jahren 1954 bis 1955 „Feinberge“ in den Stauraum vor dem Damm eingespült. „Feinberge“ waren ein aus sehr feinen Partikeln bestehendes Haufwerk, welches als Abfallprodukt aus der Aufbereitung des Erzbergwerkes anfiel. Es wurde argumentiert, dass man mit diesen Materialeintrag bestehende Undichtigkeiten im Damm reduzieren könne. Tatsächlich hatte man aber auch erhofft, durch diese Stauraumreduzierung unter die magische Grenze von 100.000 m³ Stauvolumen zu kommen und damit aus der lästigen Talsperrenaufsicht entlassen zu werden. Die Aufhöhung betrug in der Sohle bis zu vier Meter.
Nachdem das Erzbergwerk Rammelsberg im Jahre 1988 den Betrieb eingestellte, gingen der Betrieb und das Grundeigentum der Anlage von der Preussag AG auf die Harzwasserwerke über.
Der Überlauf wurde im Jahr 2008 hydraulisch umgestaltet, nachdem bei einem Hochwasser am 29. September 2007 kritische Wasserstände im Stauraum erreicht worden sind. Das Bemessungshochwasser BHQ2 beträgt nun über 9 m³/s. Dieses Bemessungshochwasser wurde bereits beim Hochwasser am 26. Juli 2017 um grob 30 % überschritten, ohne dass am Damm oder Überlauf nennenswerte Schäden entstanden sind. Allerdings wurde hierbei die Gewölbebrücke am Zulauf weggespült, die dann durch ein neues Betonbauwerk ersetzt wurde.

### Aufbereitung
Im Zuge des Rammelsbergprojekts (1935–1937) wurde die neue Erzaufbereitungsanlage gebaut. Diese Anlage verwendete eine neue Methode der Erzaufbereitung, die sogenannte „Flotation“. Für die Flotation sowie für andere Anlagen benötigte man viel Wasser. Das Wasser aus dem Herzberger Teich wurde mittels Leitungen zu der Aufbereitung gepumpt und hier als Kühlwasser benutzt.
Das aufgewärmte Kühlwasser wurde teils wieder zum Teich zurückgepumpt, um hier ein Becken des Schwimmbades zu erwärmen.

## Schwimmbad am Herzberger Teich

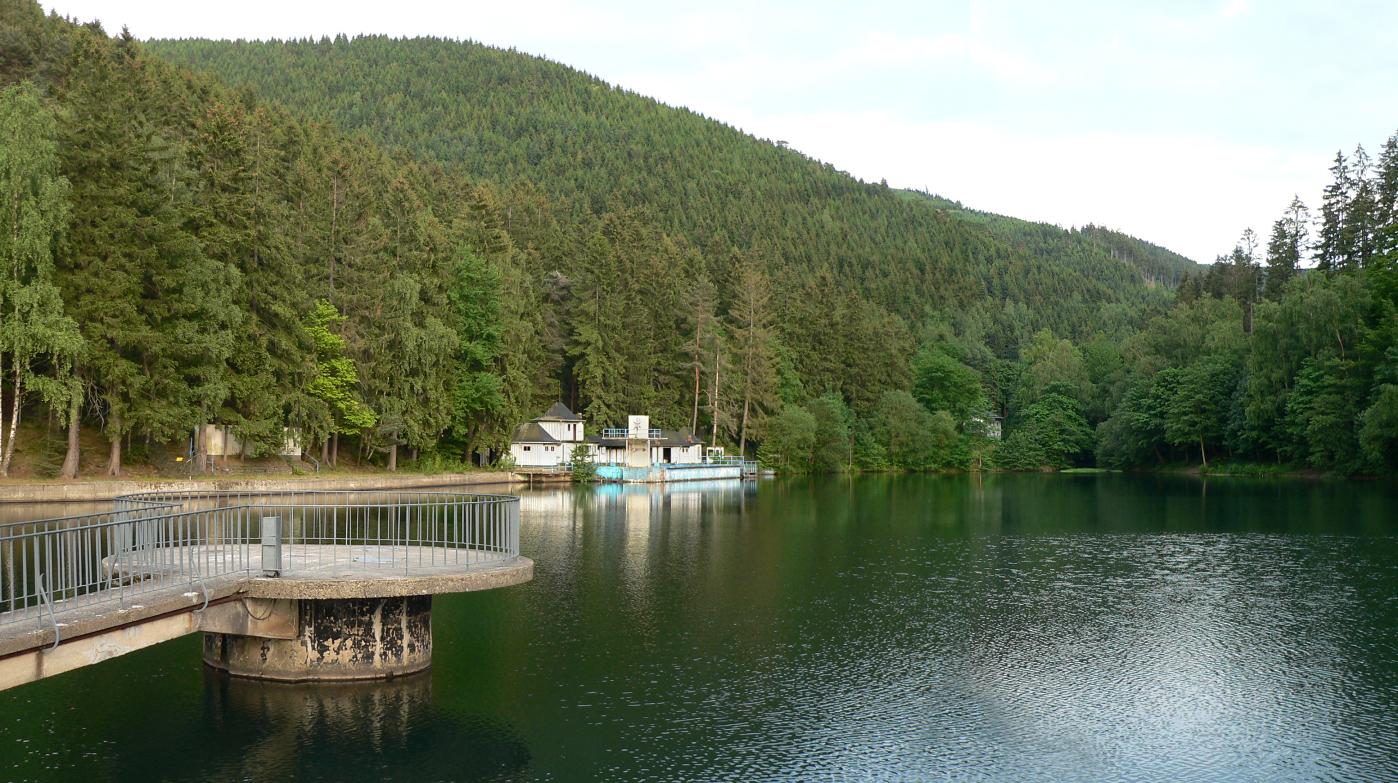
Ansicht des heute nicht mehr bestehenden Schwimmbades von der Dammseite des Teiches aus

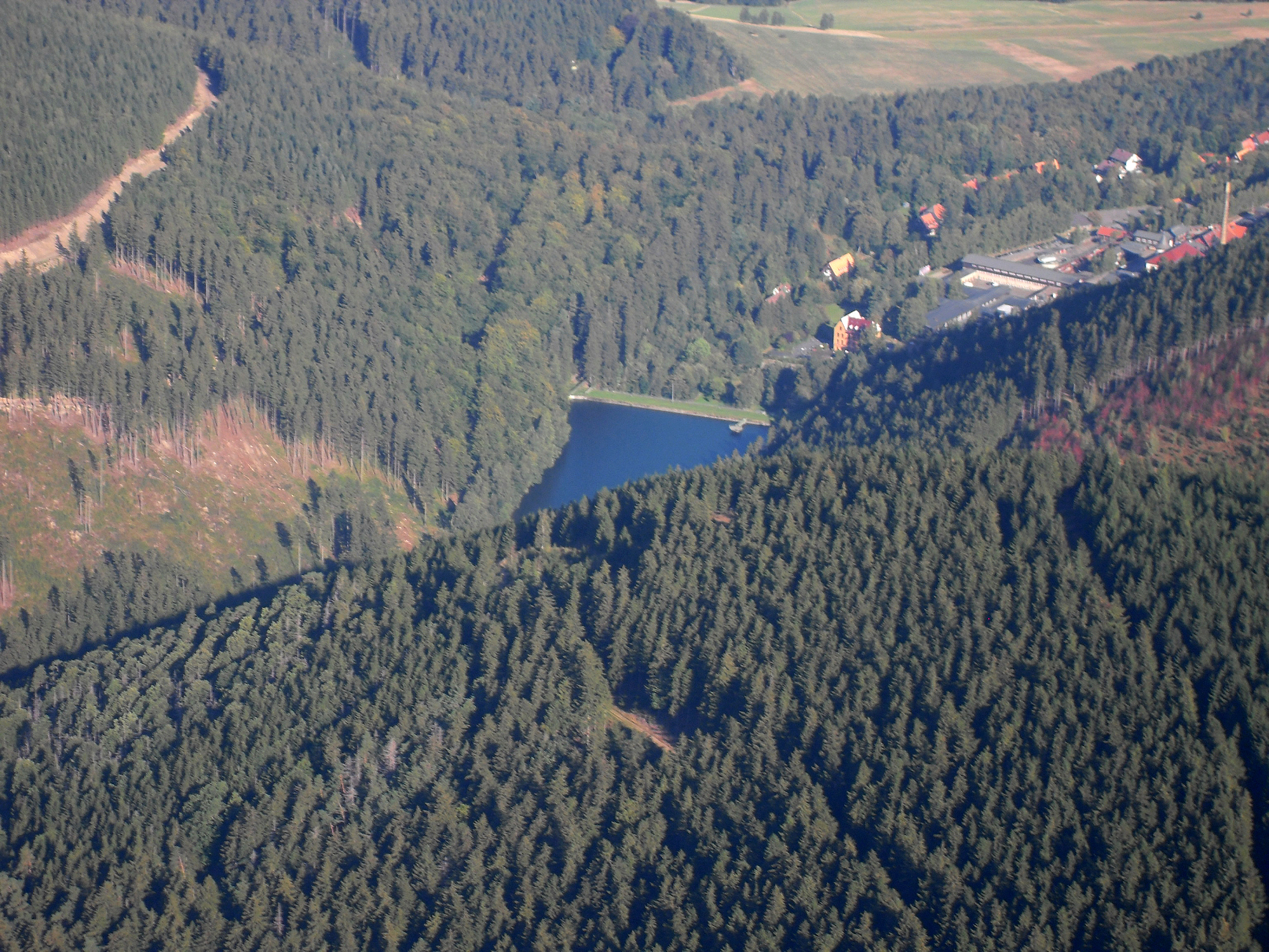
Lage des Herzberger Teiches südöstlich des Erzbergwerkes Rammelsberg

In den 1920er Jahren erfolgte am östlichen Ufer der Bau eines Waldbades. Am 25. Juli 1924 wurde der SC Hellas Goslar gegründet.
Die Unterharzer Berg- und Hüttenwerke, der damalige Betreiber des Erzbergwerkes gab der Idee grünes Licht und es kam am 1. März 1925 ein Pachtvertrag zustande. Die Eröffnung war am 25. Juli 1926. Entworfen wurde die Anlage vom Architekten Gottschalk.
Die Baukosten in Höhe von 85.000 RM wurden durch Spenden, Zuschüsse und die Stadt Goslar (50.000 RM) bezahlt. Des Weiteren investierte der Verein viele Stunden und einige Baufirmen arbeiteten auch kostenlos. Jährlich wurden circa 15.000 Badegäste gezählt. Während des Zweiten Weltkriegs und der Nachkriegszeit kam der Badebetrieb zum Erliegen.
Bemerkenswert sind verschiedene Anstrengungen, das Wasser im Stauraum auf eine angenehme Badetemperatur zu bringen. So wurde vor allem in der ersten Hälfte des 20. Jahrhunderts das kalte Wasser des Zulaufes Wintertalbach in einem eigens angelegten Holzgefluder, später auch in einer Rohrleitung entlang des Westufers unter Umgehung des Stauraumes direkt zum Überlaufbauwerk geleitet, damit das Wasser im Stauraum nicht mit Kaltwasser ausgetauscht wird. Einzelne Bauwerksreste für diese Leitungen kann man auch heute noch am Westufer erkennen.
Im Mai 1946 erlaubte die britische Besatzungsmacht die Wiederaufnahme von Vereinstätigkeiten, auch durch den SC Hellas. In den folgenden Jahrzehnten folgten einige Erweiterungen des Schwimmbades, darunter ein Kinderplanschbecken (1951), Ufermauern (1958–1964), ein Warmwasserbecken (1965), ein Sprungturm (1968) und eine neue Toilettenanlage (1974). Das Warmwasserbecken wurde durch Kühlwasser der Erzaufbereitung aufgeheizt, das wieder zurück in den Teich gepumpt wurde. 1987 kündigte die betreibende Gesellschaft des Bergwerks die Preussag den Pachtvertrag, da 1988 ein Ende des Bergbaubetriebes geplant war. 1996 werden die Gebäude unter Denkmalschutz gestellt. Die Nutzung als Badeanstalt erfolgte aber noch bis Anfang der 2000er Jahre. Als die Stadt Goslar aufgrund von Sparzwängen die Unterstützung des Freibades einstellen musste, geriet die Anlage in wirtschaftliche Schieflage. Der Badebetrieb wurde etwa 2010 endgültig eingestellt. Der Betreiber der Stauanlage ermöglichte an einer kleinen Stelle am östlichen Dammende das Baden.
Am 24. November 2013 brannte die denkmalgeschützten, im Jugendstil gehaltenen Umkleidegebäude aus unbekannten Gründen ab. Bis zum Jahr 2015 wurden die Bauwerksreste ebenfalls abgetragen und alle Betonbecken und restlichen Uferbefestigungsanlagen abgerissen. Entstanden ist nun wieder eine grüne, naturnahe Böschung am Ostufer. Eine Bademöglichkeit zum „wilden“ Baden besteht aber weiterhin.